# Мао новокаледонський
Мао новокаледонський (Gymnomyza aubryana) — вид горобцеподібних птахів родини медолюбових (Meliphagidae). Ендемік Нової Каледонії.

## Опис
Довжина птаха становить 35-42,5 см. Забарвлення повністю чорне, блискуче, за винятком оранжевих м'ясистих наростів на обличчі. Крила довгі, округлі, хвіст і шия довгі. Дзьоб великий, вигнутий, знизу жовтий, зверху чорний. Голос гучний і дзвінкий, його найчастіше можна почути рано вранці.

## Поширення і екологія
Новокаледонські мао є ендеміками острова Нова Каледонія. Вони живуть в тропічних лісах. Зустрічаються поодинці або парами, на висоті до 1000 м над рівнем моря. Живляться безхребетними і нектаром.

## Збереження
МСОП класифікує цей вид як такий, що перебуває на межі зникнення. За оцінками дослідників, популяція новокаледонських мао становить від 50 до 250 птахів. Їм загрожують інвазивні хижаки, а також знищення природного середовища.